# Revolutionary Organization 17 November
Revolutionary Organization 17 November (Επαναστατική Οργάνωση 17 Νοέμβρη), också känd som 17N eller N17, var en grekisk marxistisk stadsgerilla som grundades 1975 och tros ha upplösts 2002 efter en rad rättegångar mot flera av dess medlemmar. Grupperingen uppges ha mördat 23 personer i 103 attacker mot främst amerikanska, brittiska, turkiska och grekiska mål. Grupperingen stämplades som ett terroristiskt nätverk av såväl den grekiska som den brittiska staten.